# Катоба (Јужна Каролина)
Катоба (енгл. Catawba) насељено је место без административног статуса у америчкој савезној држави Јужна Каролина.

## Демографија
По попису из 2010. године број становника је 1.343.
| Група             | 2000.    | 2010.         |
| Белци             | 0 (0,0%) | 1.029 (76,6%) |
| Афроамериканци    | 0 (0,0%) | 229 (17,1%)   |
| Азијати           | 0 (0,0%) | 4 (0,3%)      |
| Хиспаноамериканци | 0 (0,0%) | 45 (3,4%)     |
| Укупно            | 0        | 1.343         |